# 129e méridien est

Carte montrant l'emplacement du 129e méridien ouest, définissant la frontière entre les États australiens.

En géographie, le 129e méridien est est le méridien joignant les points de la surface de la Terre dont la longitude est égale à 129° est.

## Géographie

### Dimensions
Comme tous les autres méridiens, la longueur du 129e méridien correspond à une demi-circonférence terrestre, soit 20 003,932 km. Au niveau de l'équateur, il est distant du méridien de Greenwich de 14 360 km,.
Avec le 51e méridien ouest, il forme un grand cercle passant par les pôles géographiques terrestres.

### Régions traversées
En commençant par le pôle Nord et descendant vers le sud au pôle Sud, Le 129e méridien est passe par:
| Coordonnées           | Pays, territoire ou mer | Notes |
| --------------------- | ----------------------- | --- |
| 90° 00′ N, 129° 00′ E | Océan Arctique          | |
| 77° 21′ N, 129° 00′ E | Mer de Laptev           | |
| 73° 06′ N, 129° 00′ E | Russie                  | République de Sakha — Îles du delta de la Lena et le continent Oblast de l'Amour — à partir de 55° 30′ N, 129° 00′ E                                    |
| 49° 27′ N, 129° 00′ E | Chine                   | Heilongjiang Jilin — à partir de 43° 31′ N, 129° 00′ E                                                                                                  |
| 42° 06′ N, 129° 00′ E | Corée du Nord           | |
| 40° 28′ N, 129° 00′ E | Mer du Japon            | |
| 37° 43′ N, 129° 00′ E | Corée du Sud            | Passe à l'ouest de Busan |
| 35° 04′ N, 129° 00′ E | Mer de Chine orientale  | Détroit de Corée — passe juste à l'ouest de l'Île de Tsu-shima, Préfecture de Nagasaki, Japon (à 34° 08′ N, 129° 10′ E)                                 |
| 32° 58′ N, 129° 00′ E | Japon                   | Préfecture de Nagasaki — Îles de Île Nakadōri (en), Île Wakamatsujima (en) et Île Kabajima (en), Îles Gotō                                              |
| 32° 44′ N, 129° 00′ E | Mer de Chine orientale  | |
| 28° 50′ N, 129° 00′ E | Japon                   | Préfecture de Kagoshima — Îles de Île Kaminonejima (en) et Île Yokoatejima (en), Îles Tokara                                                            |
| 28° 47′ N, 129° 00′ E | Mer de Chine orientale  | |
| 27° 48′ N, 129° 00′ E | Japon                   | Préfecture de Kagoshima — Île de Tokunoshima |
| 27° 41′ N, 129° 00′ E | Océan Pacifique         | Passe juste à l'ouest de l'île de Halmahera, Indonésie (à 0° 13′ N, 128° 54′ E)                                                                         |
| 1° 55′ N, 129° 00′ E  | Mer de Halmahera        | |
| 1° 20′ S, 129° 00′ E  | Mer de Céram            | |
| 2° 49′ S, 129° 00′ E  | Indonésie               | Île de Seram |
| 3° 21′ S, 129° 00′ E  | Mer de Banda            | |
| 8° 12′ S, 129° 00′ E  | Indonésie               | Île de Sermata |
| 8° 16′ S, 129° 00′ E  | Mer de Timor            | |
| 14° 52′ S, 129° 00′ E | Australie               | Frontière Australie-Occidentale / Territoire du Nord Frontière Australie-Occidentale / Australie-Méridionale border — à partir de 26° 00′ S, 129° 00′ E |
| 31° 41′ S, 129° 00′ E | Océan indien            | Les autorités australiennes considèrent cette zone comme partie de l'Océan Austral,                                                                     |
| 60° 00′ S, 129° 00′ E | Océan Austral           | |
| 66° 59′ S, 129° 00′ E | Antarctique             | Territoire antarctique australien, Territoires revendiqués par l' Australie                                                                             |